# 双池镇
双池镇，是中华人民共和国山西省吕梁市交口县下辖的一个乡镇级行政单位。

## 行政区划
双池镇下辖以下地区：
双池村、讲理村、侯家渠村、枣林村、光桑园村、蔡家沟村、长史庄村、石口村、李家坡村、西罗村、店则沟村、梁家沟村、神堂底村、蟠龙庄村、西庄村和南洼山村。

## 中国传统村落
西庄村获评“中国传统村落”。